# Rockets (Rockets)
Rockets è il primo album studio dei Rockets, pubblicato nel 1976.
L'album presenta diverse cover: Apache degli Shadows (1960), Apesanteur dei King Set (1967), e Last Space Train degli Spotnicks (1963). La versione originale francese include anche una cover dell'Ave Maria di Franz Schubert, che nell'edizione italiana è stata sostituita dalla long version di Future Woman. Inoltre Terre Larbour è un estratto di un brano dei Visitors del 1974, che Claude Lemoine (produttore di entrambi i gruppi) decise di includere nell'album perché adatto come "intro" dei concerti.
Tutti i testi sono in francese, tranne Future Woman che contiene frasi in francese, inglese, e tedesco. 
Originariamente l'album fu pubblicato solo in Francia e nel Canada francese. La prima edizione italiana risale al settembre del 1977.

## Tracce
1. Apache (cover degli The Shadows) – 4:00 (Jerry Lordan)
2. Ballade Sur Mars – 2:15 (Gerard Tempesti)
3. Fils Du Ciel – 3:10 (testo: Christian Le Bartz – musica: Claude Mainguy)
4. Future Woman – 3:35 (Philippe Renaux, *Alain Maratrat)
5. Terre Larbour (cover dei Visitors) – 1:00 (Bernard Torelli)
6. Le Chemin – 4:00 (testo: Christian Le Bartz – musica: Christian Le Bartz, Gerard L'Her)
7. Apesanteur (cover dei King Set) – 6:30 (Claire-Lise Charbonnier, Alain Goldstein)
8. Last Space Train (cover dei The Spotnicks) – 3:00 (Franz Schubert)
9. Genese Future – 6:30 (Francois Bréant)
10. Future Woman (long version) – 5:54 (Philippe Renaux)

*Alain Maratrat partecipò alla sessione di scrittura di Future Woman, ma non fu accreditato per mancata iscrizione alla SIAE

## Formazione
- Christian Le Bartz - voce
- 'Little' Gérard L'Her - voce e basso
- Alain Maratrat - chitarra, tastiere e voce
- Alain Groetzinger - batteria e percussioni
- Bernard Torelli - chitarra
- Michel Goubet - tastiere